# تيكوماريا كابينسيس
تيكوماريا كابينسيس هي شجيرة قائمة ومتسلقة، تنمو حتى ارتفاع يتراوح بين 2 إلى 3 أمتار، وبعرض مماثل تقريباً. وعادةً ما تكون دائمة الخضرة، لكنها قد تفقد أوراقها في المناخات الباردة. وفي بعض المواطن البيئية، تتسلق النبات عبر إطلاق أطراف نمو طويلة تتكئ على سيقان وفروع النباتات الأخرى، أو على الصخور، أو الدعامات، أو الأسوار، أو الجدران؛ مما قد يجعل مظهرها يبدو غير مرتب.
أما الأوراق، فيبلغ طولها حتى 15 سنتيمترا، وهي متقابلة، مسننة قليلا، يتراوح لونها بين الأخضر والأخضر الداكن، وريشية الشكل، مكوّنة من 5 إلى 9 وُريقات مستطيلة.

## الأزهار

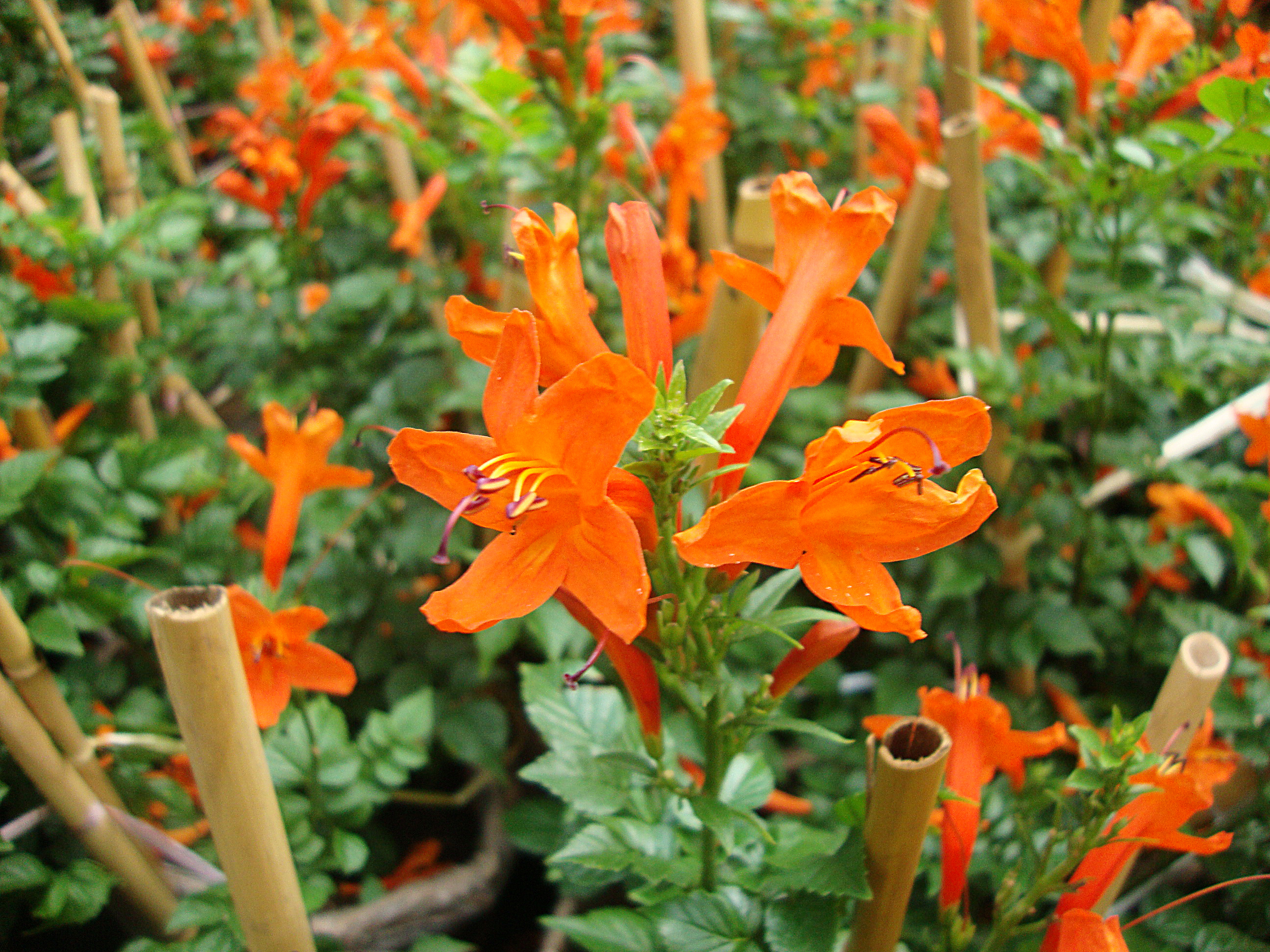
الأزهار

الزهور أنبوبية الشكل وضيقة، يبلغ طولها حوالي 7.5 سنتيمتر، وتتفتح بشكل غير منتظم في أوقات مختلفة على مدار العام، رغم أن موسم الإزهار الأساسي يمتد عادةً من الخريف حتى الربيع.
تتجمع الزهور في عناقيد طرفية يتراوح طولها بين 10 إلى 15 سنتيمتر. ويتدرج لون الزهور من البرتقالي إلى البرتقالي المائل للأحمر، وقد يميل أحيانًا إلى لون المشمش.

## الانتشار
ينتشر هذا النوع طبيعيا في أجزاء من جنوب ووسط أفريقيا، بما في ذلك جنوب أفريقيا، إسواتيني، موزمبيق، مالاوي، تنزانيا، جمهورية الكونغو الديمقراطية، وأنغولا.
ويُزرع أيضًا في مناطق أخرى من العالم، مثل جنوب شرق آسيا، جنوب فرنسا، هاواي، فلوريدا، وكاليفورنيا. ويمكن اعتباره نباتا غازيا في بعض الجزر النائية مثل جزر الأزور، كما يظهر في جزيرة ساو ميغيل بالقرب من بونتا غارسا.

## الزراعة
تُزرع منذ سنوات طويلة، وتُستخدم كثيرا كسياج نباتي نظرا لكونها شجيرة متسلقة. يمكن إكثارها عن طريق العقل أو من خلال إزالة الفسائل المتجذرة خلال فترة النمو النشط.
تُزرع في مواقع تتراوح بين الظل الجزئي وحتى الشمس الكاملة. وتتحمل درجات حرارة منخفضة تصل إلى 5 درجات مئوية، لذا يمكن زراعتها في المناطق المعتدلة الدافئة بشرط توفير حماية مثل جدار دافئ. أما في المناطق الأبرد، فيمكن زراعتها في أوعية ونقلها إلى الداخل خلال أشهر الشتاء.
وللحفاظ على مظهر هذه الشجيرة مرتبا ونظيفا، يجب تقليمها في أواخر الشتاء لتحفيز نمو جديد وتشجيع الإزهار. كما أن استخدام سماد متوازن بعد التقليم يساعد في تعزيز النمو والإزهار.
وقد حصل هذا النبات على جائزة الاستحقاق البستاني من الجمعية الملكية للبستنة.

## ايكولوجي
تُعد التيكوماريا نباتا ممتازا لاستخدامه في حدائق الحياة البرية في جنوب أفريقيا، إذ تجذب أعدادا كبيرة من طيور الشمس وبعض أنواع الحشرات بفضل رحيق أزهارها. وبما أنها نبات متسلق، يمكن أن تصبح كثيفة جدا عند تقليمها بانتظام، مما يجعلها مناسبة لتوفير مواقع تعشيش لبعض أنواع الطيور.

## المعرض

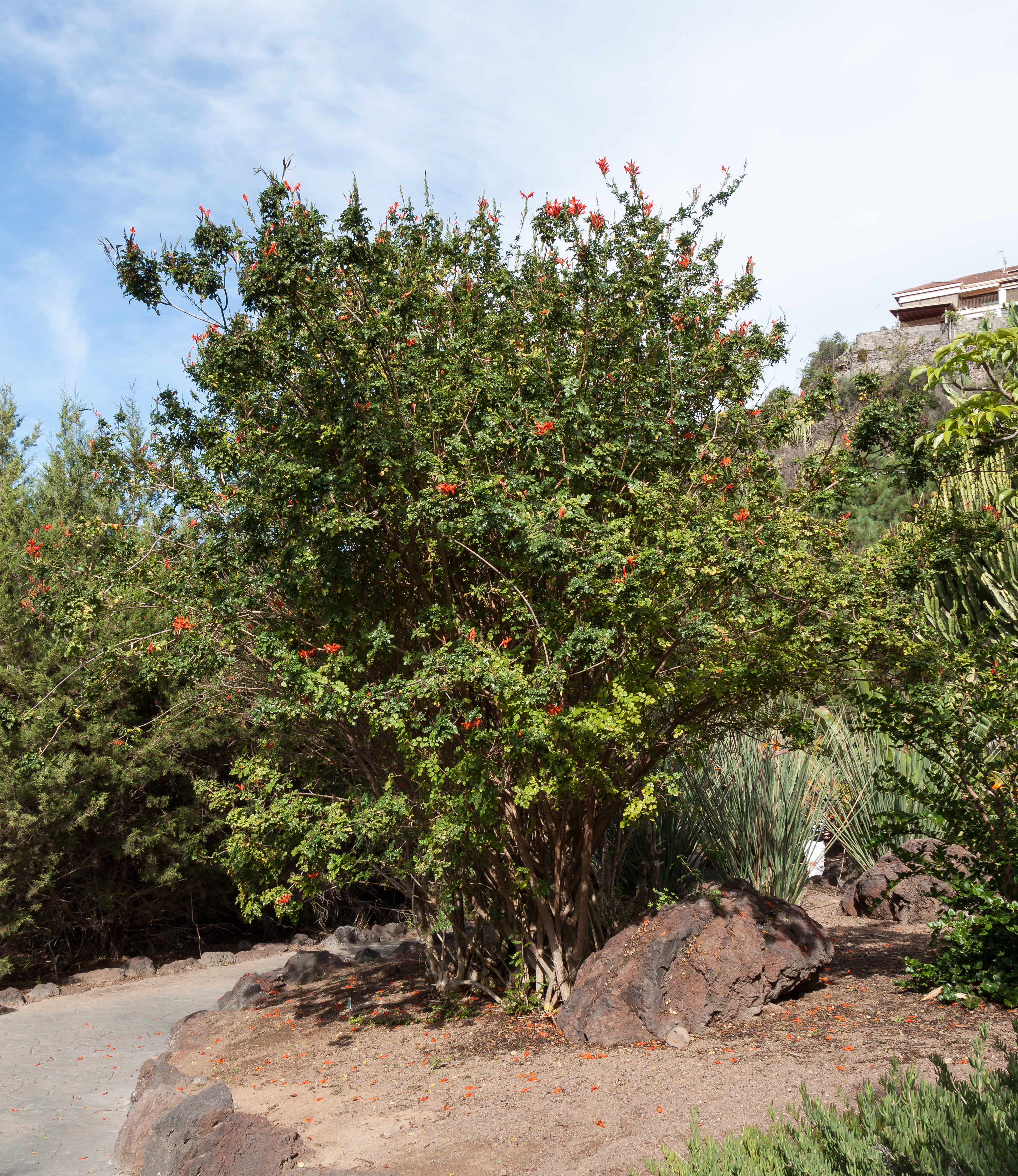
الشكل العام للنبات
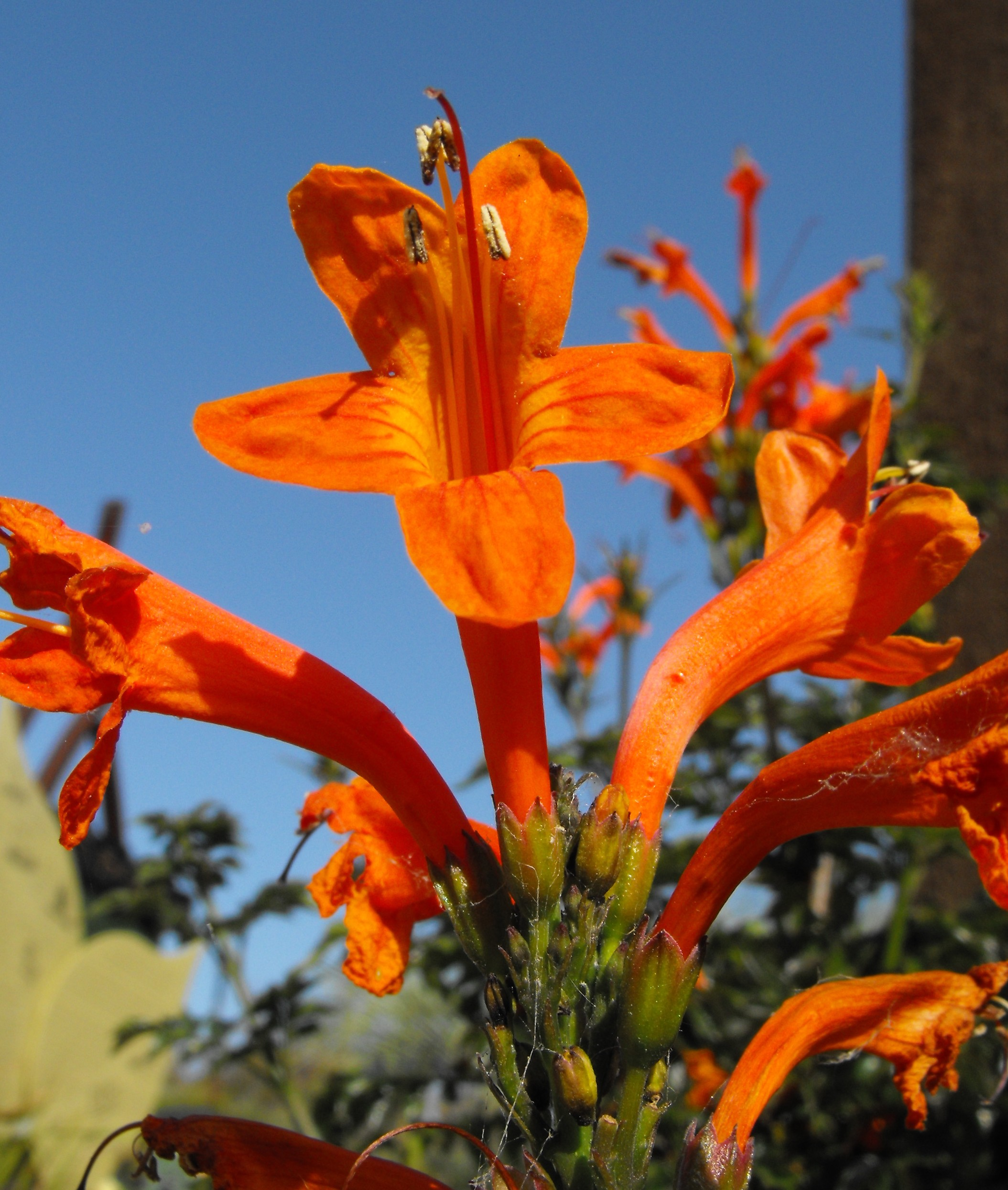
صورة مقرّبة للزهرة
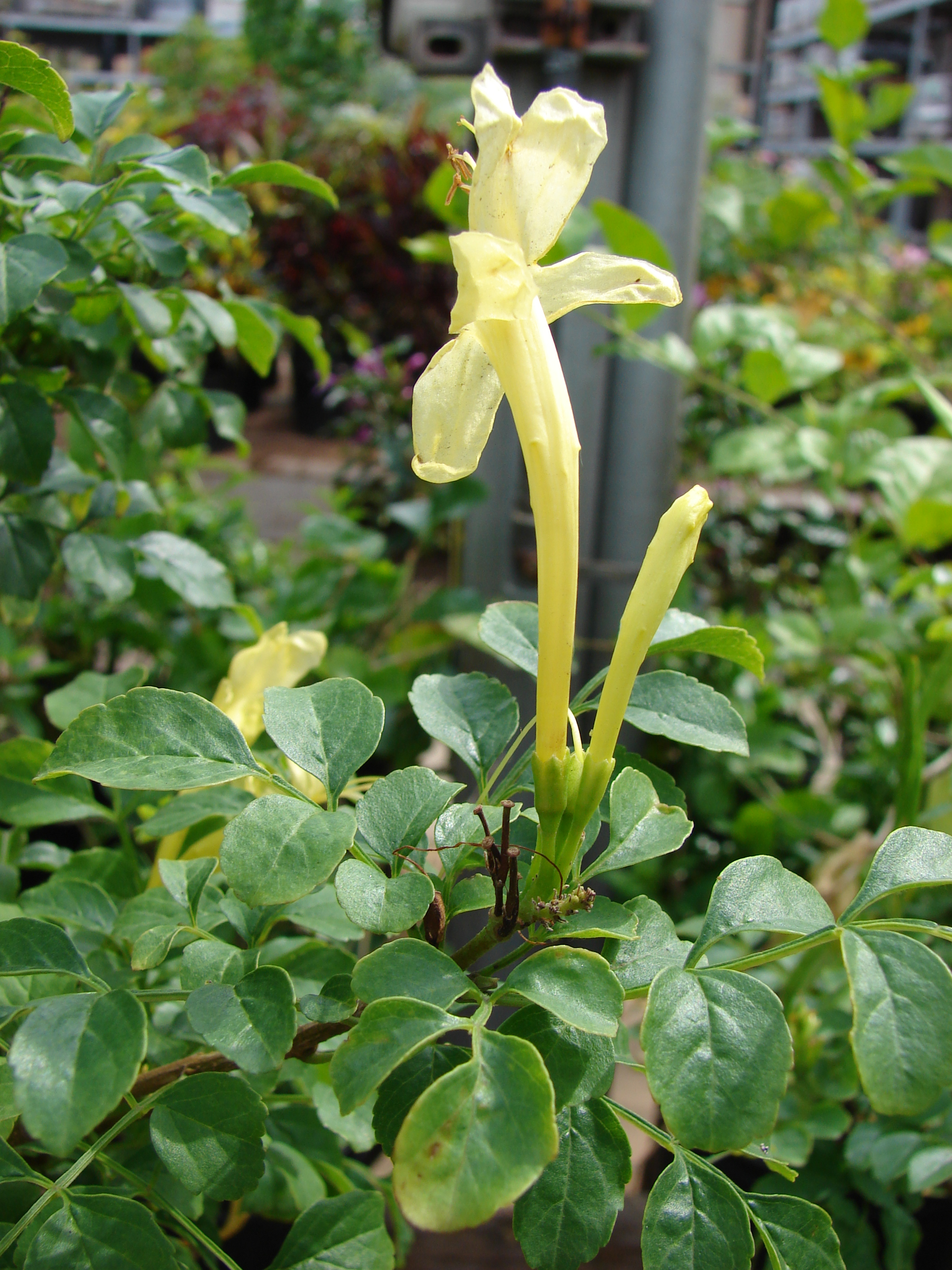
الصنف الأصفر
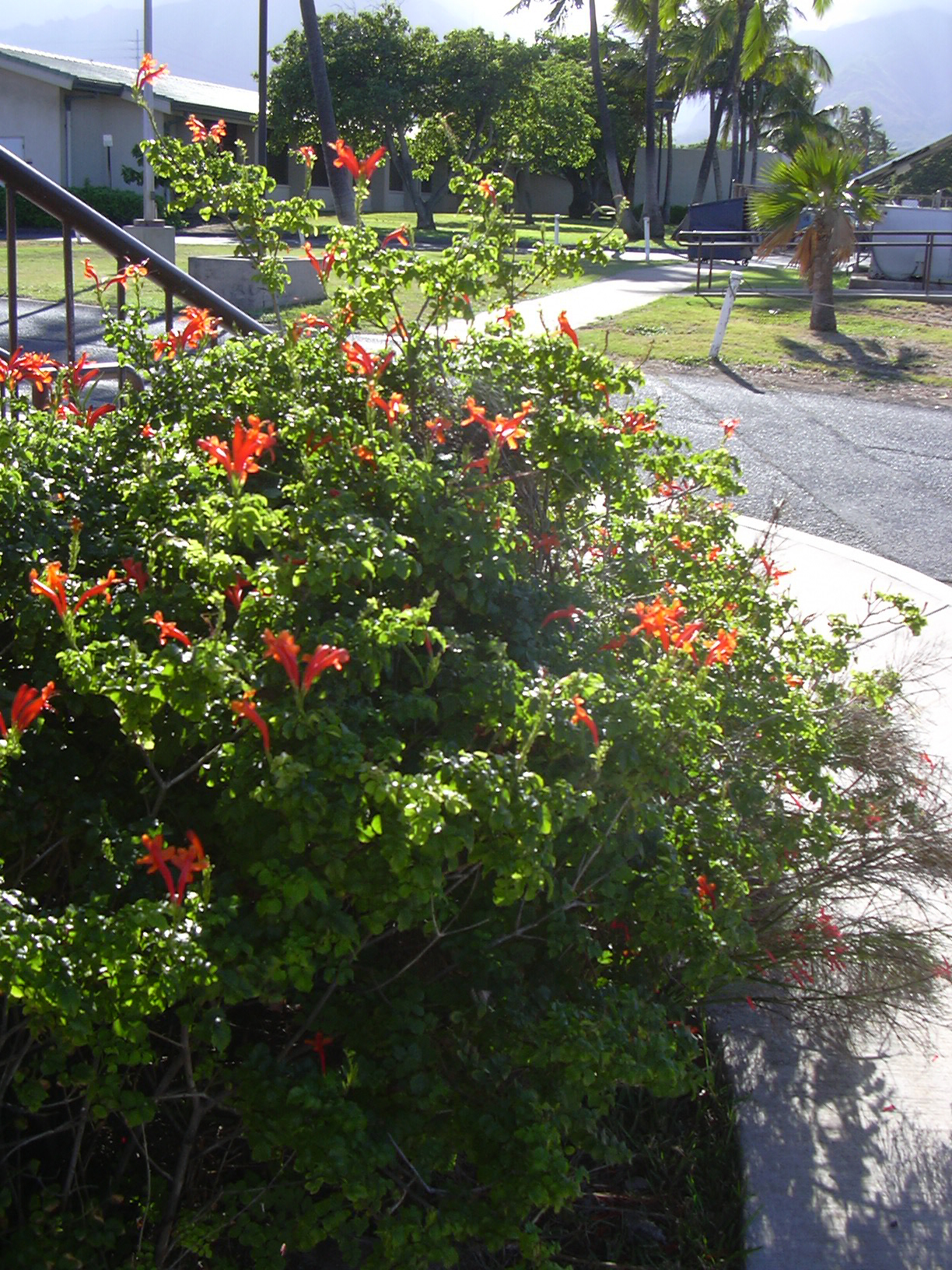
شجيرة
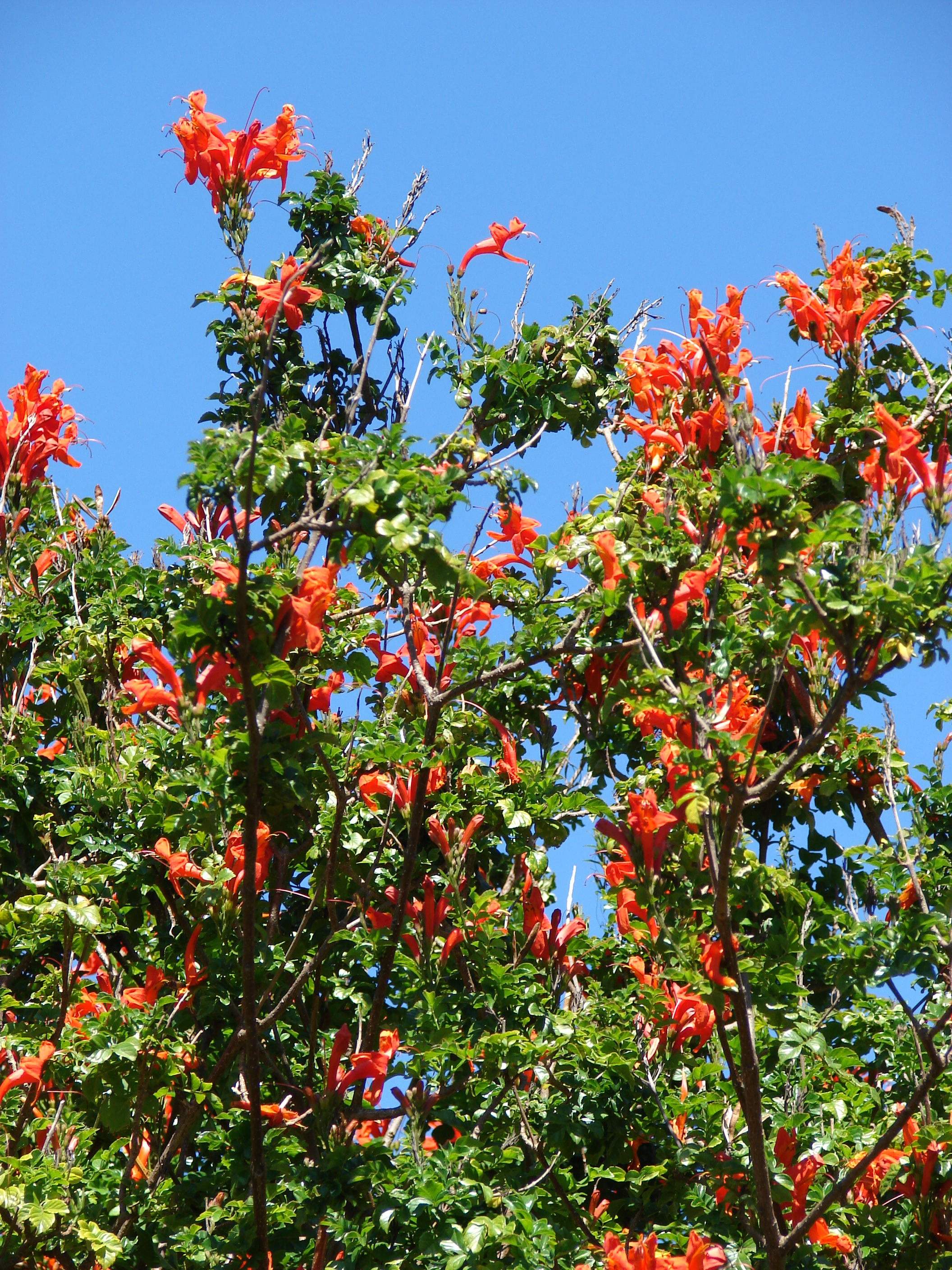
ماوي، حدائق كولا الزهرية الساحرة
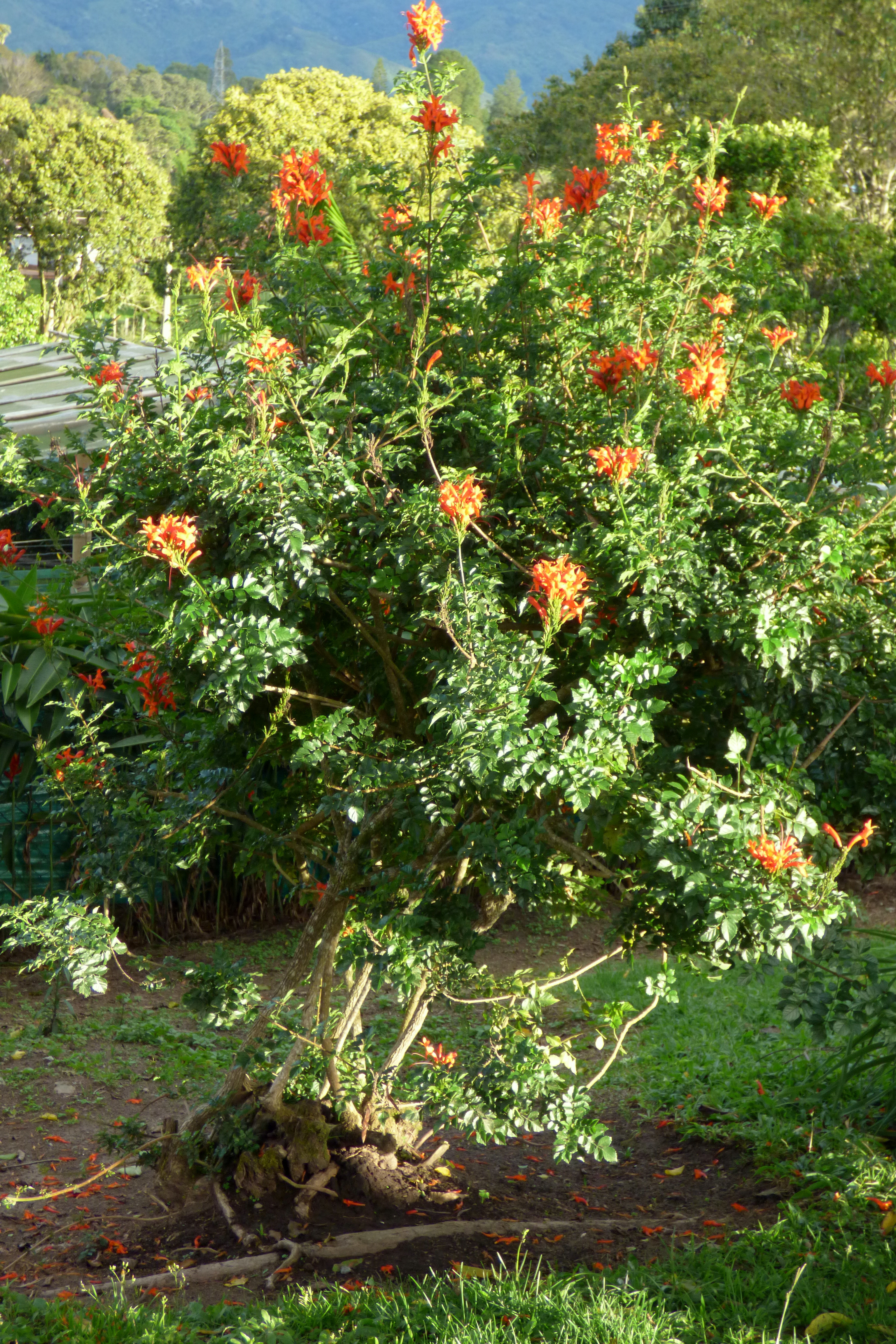
شجيرة كبيرة
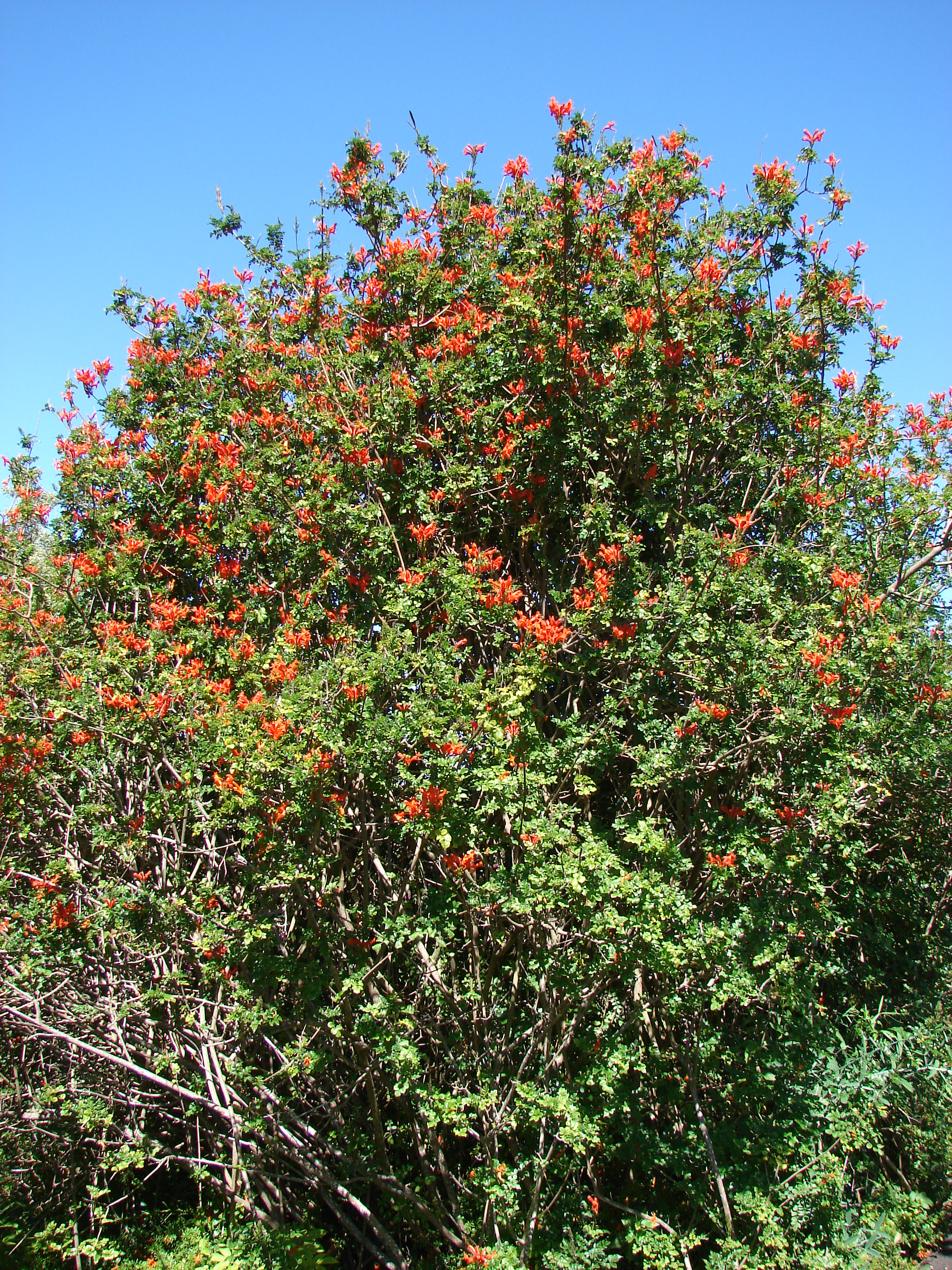
شجرة صغيرة